# Johnny Preston
Johnny Preston (18 de agosto de 1939 — 4 de março de 2011) foi um cantor americano de música pop.
De origem cajun, Preston participou de concursos de canto escolares por todo o estado do Texas. Formou uma banda de rock and roll chamada The Shades, antes de gravar o hit "Running Bear". A canção de tragédia adolescente foi composta por J. P. Richardson, que morrera em 1959 no mesmo acidente aéreo que vitimou Buddy Holly e Ritchie Valens. Lançado em 1960, o single foi um sucesso internacional, alcançando o 1° lugar das paradas musicais nos Estados Unidos e no Reino Unido. A gravação eventualmente ultrapassou o número de um milhão de cópias vendidas, rendendo a Preston seu primeiro disco de ouro.
O próximo hit do cantor foi "Cradle of Love", seguido de diversas outras gravações lançadas durante a década de 1960 que alcançaram apenas sucesso moderado. 